# Leonida (scultura)
Leonida è una scultura, raffigurante un oplita, realizzata in marmo pario tra il 480 e il 470 a.C. e riscoperta nel 1926. Fu soprannominata Leonida da un operaio greco del luogo, dopo la sua scoperta, facendo riferimento al re spartano Leonida. Il suo ritrovamento si ebbe a sud-ovest del peribolo del tempio di Atena Chalkioikos, nell'acropoli di Sparta ed è attualmente esposta al Museo archeologico di Sparta, che la acquistò dalla British School ad Atene nel 1926. La figura è caratterizzata dalla presenza di un elmo corinzio con dei poggia guancia a forma di ariete. Mentre la maggior parte della cresta è frutto del restauro, al momento della scoperta furono rinvenuti, nelle vicinanze della scultura, frammenti originali di una gamba, di un piede, di uno scudo e dell'elmo.
La scultura era parte di un gruppo, probabilmente collocato sul frontone del tempio. Secondo diversi studiosi, era parte del monumento commemorativo realizzato nell'acropoli spartana per onorare Leonida sul suo luogo di sepoltura. Paul Cartledge, tuttavia, ritenne che si trattava della rappresentazione di un eroe mitico o di una divinità e non del personaggio storico di Leonida. Una datazione dell'opera pone la realizzazione della scultura successivamente al 480 a.C., l'anno della battaglia delle Termopili, nella quale Leonida morì.